# Ranfurly Shield
Pour les articles homonymes, voir Shield.
Le Ranfurly Shield, appelé communément le Log of Wood (« bout de bois »), est un trophée sanctionnant une compétition de rugby à XV ouverte aux équipes de provinces néo-zélandaises.
C’est peut-être le trophée le plus prestigieux des compétitions de rugby à XV de Nouvelle-Zélande. Disputée pour la première fois en 1904, la compétition qui porte son nom est basée sur le principe du défi : le challengeur défie le détenteur et, s’il s’impose, devient le nouveau détenteur du trophée.
Bien qu'il y aie d'autres compétitions importantes pour les Néo-Zélandais en rugby à XV, comme le Super 14 et le championnat NPC, beaucoup d’entre eux considèrent toujours le Ranfurly Shield comme le trophée le plus important du pays. Ceci peut s'expliquer, d’une part, par la longévité de cette compétition très ancienne et, d'autre part, par le fait que le Bouclier (shield) peut être remporté par toute équipe, aussi modeste soit elle, qui remporte le défi.
Le Ranfurly Shield est détenu par la province de Taranaki, vainqueur de Tasman en octobre 2024.

## Historique
En 1901, le gouverneur-général de Nouvelle-Zélande, le comte de Ranfurly, grand amateur de rugby (il avait été le président du club irlandais de Dungannon RFC pendant 24 ans), annonce qu’il veut offrir une coupe à la fédération de rugby de Nouvelle-Zélande, à charge pour elle de l’attribuer à la compétition de son choix. Quand le trophée arrive, la fédération décide de l’attribuer à l'équipe ayant fait le meilleur parcours pendant la saison 1902 et que par la suite elle serait disputée sur le mode du défi. Auckland, invaincu en 1902, reçoit ainsi le premier trophée. 
Initialement, le bouclier était destiné à une compétition de football, et fut par la suite modifié pour faire apparaître les poteaux de rugby au-dessus du but de football qui l’ornait, et en faire ainsi un trophée de rugby.
Auckland fait une tournée à l’étranger en 1903 et ne dispute donc aucun match à domicile cette année-là. En 1904, Auckland tente de récupérer son bien, mais s’incline face à Wellington.
Depuis la création du National Provincial Championship, tous les matchs à domicile du détenteur du bouclier dans cette compétition sont automatiquement des matchs qui mettent en jeu le Ranfurly Shield.
En 1994, le bouclier est en si mauvais état qu’il doit subir une restauration effectuée par Chris England, un joueur de Canterbury qualifié en ébénisterie.
Lors de la dernière rencontre de la saison régulière de NPC 2023, Hawke's Bay parvient à battre Wellington à l'extérieur et s'adjuge alors le Ranfurly Shield, un an après l'avoir perdu contre ce même adversaire. Peu de temps après avoir remporté ce match, Hawke's Bay se retrouve au centre d'une polémique après avoir cassé le trophée du Ranfurly Shield et après qu'une substance blanche, ressemblant possiblement à de la drogue, a été photographiée sur ce dernier. La fédération néo-zélandaise ouvre donc une enquête,. Quelques jours plus tard, le réparateur du bouclier annonce que la poudre blanche serait du plâtre dont il se serait servi auparavant pour l'entretien de ce dernier.
Le 7 septembre 2024, pendant la saison de NPC, la province de Tasman parvient à s'imposer sur le terrain d'Hawke's Bay (24 à 25) et remporte le Ranfurly Shield pour la première fois de son histoire,.

## Règles du challenge
À la fin de chaque saison, le détenteur du bouclier doit accepter de le défendre au moins sept fois au cours de l'année suivante. Tous les matchs à domicile du premier tour du NPC sont automatiquement des matchs de challenge, à l’exclusion de ceux du deuxième tour et des phases finales. 
Si un challenger réussit à remporter le bouclier, il doit le défendre pendant tous les matchs disputés à domicile jusqu'à la fin de la saison.
Le détenteur n'est pas obligé de défendre le trophée lors de matchs à l'extérieur, mais il peut choisir de le faire, comme Auckland à de nombreuses reprises entre 1985 et 1993.
Deux nouveaux principes ont été ajoutés en août 2008 :
1. Lorsqu'une équipe a conservé le bouclier quatre fois de suite, tous les matches de championnat, à l'extérieur ou à domicile, mettent en jeu le trophée, à l'exception des phases finales.
2. Le détenteur du trophée à la fin de la saison doit forcément affronter la saison suivante les vainqueurs des Meads Cup et Lochore Cup, disputées par les équipes du Heartland Championship (2e division) avec le bouclier en jeu.

## Quelques chiffres
En général, le bouclier est désormais disputé une dizaine de fois par an. Si les matches du championnat des provinces (National Provincial Championship devenu Air New Zealand Cup en 2006 puis ITM Cup en 2010) servent de support au challenge, les défis sont aussi lancés en dehors de celui-ci, souvent par des équipes du deuxième niveau du championnat. Les scores très lourds sont alors la règle, notamment depuis le passage de l’essai à cinq points dans les années 1980. La barre des 100 points inscrits par le vainqueur a été atteinte ou dépassée à six reprises, toutes depuis 1993. Le record date de 1993 (Auckland 139-5 North Otago).
Le record de défenses consécutives victorieuses est détenu par Auckland (61 entre 1985 et 1993).
Auckland a par ailleurs remporté le bouclier 16 fois, qu'il a défendu avec succès à 148 reprises. Canterbury, qui l'a détenu à 16 reprises également, l'a défendu victorieusement 139 fois (au 30 mars 2022). Ce sont de loin les deux provinces les plus souvent victorieuses. North Harbour l'a remporté pour la première fois en 2006 et Counties Manukau en 2013, sous la direction de Tana Umaga.
En 2013, Hawke's Bay ne conserve le trophée que six jours.

## Historique des détenteurs du Ranfurly Shield
Au 8 octobre 2024
| Équipe           | Remporté en/le    | Défenses victorieuses |
| ---------------- | ----------------- | --------------------- |
| Wellington       | 1904              | 4                     |
| Auckland         | 1905              | 23                    |
| Taranaki         | 1913              | 6                     |
| Wellington       | 1914              | 15                    |
| Southland        | 1920              | 1                     |
| Wellington       | 1921              | 2                     |
| Hawke's Bay      | 1922              | 24                    |
| Wairarapa        | 1927              | 2                     |
| Manawatu         | 1927              | 2                     |
| Canterbury       | 1927              | 1                     |
| Wairarapa        | 1928              | 8                     |
| Southland        | 1929              | 3                     |
| Wellington       | 1930              | 1                     |
| Canterbury       | 1931              | 15                    |
| Hawke's Bay      | 1934              | 2                     |
| Auckland         | 1934              | 1                     |
| Canterbury       | 1935              | 4                     |
| Otago            | 1935              | 8                     |
| Southland        | 1937              | 0                     |
| Otago            | 1938              | 5                     |
| Southland        | 1938              | 11                    |
| Otago            | 1947              | 18                    |
| Canterbury       | 1950              | 0                     |
| Wairarapa        | 2 septembre 1950  | 0                     |
| South Canterbury | 1950              | 0                     |
| North Auckland   | 1950              | 2                     |
| Waikato          | 1951              | 6                     |
| Auckland         | 1952              | 0                     |
| Waikato          | 23 août 1952      | 6                     |
| Wellington       | 1er août 1953     | 5                     |
| Canterbury       | 1953              | 23                    |
| Wellington       | 22 septembre 1956 | 4                     |
| Otago            | 24 août 1957      | 1                     |
| Taranaki         | 28 septembre 1957 | 13                    |
| Southland        | 1959              | 0                     |
| Auckland         | 1959              | 2                     |
| North Auckland   | 1960              | 1                     |
| Auckland         | 1960              | 25                    |
| Wellington       | 1963              | 0                     |
| Taranaki         | 7 septembre 1963  | 15                    |
| Auckland         | 1965              | 3                     |
| Waikato          | 27 août 1966      | 0                     |
| Hawke's Bay      | 24 septembre 1966 | 21                    |
| Canterbury       | 27 septembre 1969 | 9                     |
| Auckland         | 28 août 1971      | 1                     |
| North Auckland   | 18 septembre 1971 | 6                     |
| Auckland         | 26 août 1972      | 0                     |
| Canterbury       | 5 septembre 1972  | 2                     |
| Marlborough      | 28 juillet 1973   | 6                     |
| South Canterbury | 17 août 1974      | 1                     |
| Wellington       | 3 septembre 1974  | 1                     |
| Auckland         | 21 septembre 1974 | 10                    |
| Manawatu         | 21 août 1976      | 13                    |
| North Auckland   | 1978              | 5                     |

| Équipe           | Date               | Défenses victorieuses |
| ---------------- | ------------------ | --------------------- |
| Auckland         | 1979               | 6                     |
| Waikato          | 7 septembre 1980   | 8                     |
| Wellington       | 1er août 1981      | 4                     |
| Canterbury       | 18 septembre 1982  | 25                    |
| Auckland         | 14 septembre 1985  | 61                    |
| Waikato          | 18 septembre 1993  | 5                     |
| Canterbury       | 3 septembre 1994   | 8                     |
| Auckland         | 23 septembre 1995  | 3                     |
| Taranaki         | 24 août 1996       | 1                     |
| Waikato          | 8 septembre 1996   | 1                     |
| Auckland         | 4 octobre 1996     | 6                     |
| Waikato          | 5 octobre 1997     | 21                    |
| Canterbury       | 23 septembre 2000  | 23                    |
| Auckland         | 11 octobre 2003    | 2                     |
| Bay of Plenty    | 15 août 2004       | 1                     |
| Canterbury       | 5 septembre 2004   | 14                    |
| North Harbour    | 24 septembre 2006  | 3                     |
| Waikato          | 25 août 2007       | 0                     |
| Canterbury       | 1er septembre 2007 | 1                     |
| Auckland         | 29 septembre 2007  | 5                     |
| Wellington       | 20 septembre 2008  | 6                     |
| Canterbury       | 29 août 2009       | 4                     |
| Southland        | 22 octobre 2009    | 5                     |
| Canterbury       | 2 octobre 2010     | 0                     |
| Southland        | 23 juillet 2011    | 2                     |
| Southland        | 22 octobre 2009    | 5                     |
| Taranaki         | 24 août 2011       | 7                     |
| Waikato          | 3 octobre 2012     | 4                     |
| Otago            | 23 août 2013       | 0                     |
| Hawke's Bay      | 1er septembre 2013 | 0                     |
| Counties Manukau | 7 septembre 2013   | 6                     |
| Hawke's Bay      | 30 août 2014       | 11                    |
| Waikato          | 9 octobre 2015     | 6                     |
| Canterbury       | 28 septembre 2016  | 6                     |
| Taranaki         | 6 octobre 2017     | 5                     |
| Waikato          | 9 septembre 2018   | 2                     |
| Otago            | 13 octobre 2018    | 6                     |
| Canterbury       | 28 septembre 2019  | 2                     |
| Taranaki         | 19 septembre 2020  | 0                     |
| Otago            | 27 septembre 2020  | 0                     |
| Hawke's Bay      | 4 octobre 2020     | 14                    |
| Wellington       | 17 septembre 2022  | 7                     |
| Hawke's Bay      | 30 septembre 2023  | 4                     |
| Tasman           | 7 septembre 2024   | 2                     |
| Taranaki         | 6 octobre 2024     | 0                     |

## Nombre de défenses victorieuses
Au 8 octobre 2024, à jour après le dernier match victorieux de Taranaki contre Tasman le 6 octobre 2024.
| Équipe                   | Victoires | Défenses victorieuses |
| ------------------------ | --------- | --------------------- |
| Auckland                 | 16        | 148                   |
| Canterbury               | 16        | 139                   |
| Waikato                  | 13        | 60                    |
| Wellington               | 11        | 46                    |
| Hawke's Bay              | 7         | 76                    |
| Taranaki                 | 8         | 48                    |
| Southland                | 7         | 25                    |
| Otago                    | 6         | 38                    |
| Northland/North Auckland | 4         | 14                    |
| Wairarapa                | 3         | 10                    |
| South Canterbury         | 2         | 1                     |
| Manawatu                 | 1         | 13                    |
| Counties Manukau         | 1         | 6                     |
| Marlborough              | 1         | 6                     |
| North Harbour            | 1         | 3                     |
| Manawhenua               | 1         | 2                     |
| Tasman                   | 1         | 2                     |
| Bay of Plenty            | 1         | 1                     |